# Permeabilidad del vacío
| Valor de μ0              | Unidades |
| ------------------------ | -------- |
| 1,256 637 06212(19)×10−6 | N⋅A−2    |

La permeabilidad magnética del vacío (también conocida como permeabilidad del vacío o permeabilidad del espacio libre), también conocida como constante magnética, es la permeabilidad magnética del vacío. Es una constante física, escrita convencionalmente como μ0 (pronunciado "mu subcero"). Su propósito es cuantificar la fuerza del campo magnético emitido por una corriente eléctrica. Expresado en términos de Unidades básicas del Sistema Internacional, tiene las unidades kg⋅m⋅s−2·A−2. También se puede expresar en términos de Unidades derivadas del Sistema Internacional, N·A−2.
Dada la redefinición de las unidades del SI en 2019 (cuando los valores de e y h se fijaron como cantidades definidas), μ0 es una constante determinada experimentalmente, siendo su valor proporcional a la constante de estructura fina adimensional, que se conoce con una incertidumbre relativa de aproximadamente 1,5-10, sin otras dependencias con la incertidumbre experimental.
Su valor en unidades del SI recomendado por CODATA 2018 (publicado en mayo de 2019) es:
Desde 1948 hasta 2019, μ0 tenía un valor definido (según la definición anterior del SI amperio), igual a:
La desviación del valor medido recomendado del valor definido anteriormente es estadísticamente significativa, aproximadamente 3,6σ, y se indica como μ0/(4π x 10 -7 N⋅A−2) − 1 = 5,5 ± 1.5 -10.
La terminología de permeabilidad y susceptibilidad fue introducida por William Thomson en 1872. La notación moderna de permeabilidad como μ y permitividad como ε se ha utilizado desde la década de 1950.

## Permeabilidad del vacío definida en amperios
Dos alambres delgados, rectos, estacionarios y paralelos, separados por una distancia r en vacío, cada uno con una corriente I, ejercerán una fuerza entre sí. La ley de la fuerza de Ampère afirma que la fuerza magnética Fm por longitud L viene dada por
{\displaystyle {\frac {|\mathbf {F} _{\text{m}}|}{L}}={\mu _{0} \over 2\pi }{I^{2} \over |{\boldsymbol {r}}|}.}
Desde 1948 hasta 2019 el amperio se definió como "aquella corriente constante que, mantenida en dos conductores paralelos rectilíneos de longitud infinita, de sección circular despreciable, y colocados a 1 metro de distancia entre sí en el vacío, produciría entre estos conductores una fuerza igual a "2 x 10-7 newton por metro de longitud". Esto equivale a una definición de {\displaystyle \mu _{0}} de exactamente 4π x 10-7 H/m, según la expresión
{\displaystyle {\frac {\mathbf {F} _{\text{m}}}{L}}={\mu _{0} \over 2\pi }\mathrm {(1\,A)^{2} \over {1\,m}} }
{\displaystyle {2\times 10^{-7}\mathrm {N \over m} }={\mu _{0} \over 2\pi }\mathrm {(1\,A)^{2} \over {1\,m}} }
{\displaystyle \mu _{0}=4\pi \times 10^{-7}{\text{H/m}}}
La corriente en esta definición necesitaba medirse con un peso conocido y una separación conocida de los cables, definida en términos de los estándares internacionales de masa, longitud y tiempo para poder producir un estándar para el amperio (para lo que se diseñó al efecto la balanza de Kibble). En la redefinición de las unidades del SI, el amperio se define exactamente en términos de carga eléctrica y segundo, y el valor de {\displaystyle \mu _{0}} se determina experimentalmente; 4π × 1.00000000055 (15) x 10-7 H.m-1 es un valor medido recientemente en el nuevo sistema (y la balanza Kibble se ha convertido en un instrumento para medir el peso a partir de una corriente conocida, en lugar de medir la corriente a partir de un peso conocido).

## Terminología
Las organizaciones de normalización han pasado recientemente al término "constante magnética" como nombre preferido para μ0, aunque el nombre anterior sigue apareciendo como sinónimo. Históricamente, la constante μ0 ha tenido diferentes nombres. En el Libro Rojo de la Unión Internacional de Física Pura y Aplicada de 1987, por ejemplo, esta constante todavía se llamaba "permeabilidad del vacío". Otro término, ahora bastante raro y obsoleto, es "permitividad magnética del vacío". Véase, por ejemplo, Servant et al. El término "permeabilidad del vacío" (y variaciones del mismo, tales como "permeabilidad del espacio libre") sigue estando muy extendido.
Las organizaciones de normalización utilizaron el nombre "constante magnética" para evitar el uso de los términos "permeabilidad" y "vacío", que tienen significados físicos. Este cambio de nombre preferido se realizó porque μ0 era un valor definido y no era el resultado de una medición experimental (véase más abajo). En el nuevo sistema SI, la permeabilidad del vacío ya no tiene un valor definido, sino que es una cantidad medida, con una incertidumbre relacionada con la de la constante de la estructura fina adimensional (medida).

## Sistemas de unidades y origen histórico del valor deμ0
En principio, existen varios sistemas de ecuaciones que podrían usarse para establecer un sistema de cantidades y unidades eléctricas.
Desde finales del siglo XIX, las definiciones fundamentales de unidades actuales se han relacionado con las definiciones de unidades de masa, longitud y tiempo, utilizando la ley de la fuerza de Ampère. Sin embargo, la forma precisa en que esto se ha hecho "oficialmente" ha cambiado muchas veces, a medida que se desarrollaron las técnicas de medición y el pensamiento sobre el tema.
La historia general de la unidad de corriente eléctrica y de la cuestión relacionada de cómo definir un conjunto de ecuaciones para describir fenómenos electromagnéticos es muy complicada. Brevemente, la razón básica por la que μ0 tiene el valor que tiene es la siguiente.
La ley de la fuerza de Ampère describe el hecho derivado experimentalmente de que, para dos alambres delgados, rectos, estacionarios y paralelos, separados por una distancia r, en cada uno de los cuales fluye una corriente de intensidad I, la fuerza por unidad de longitud, Fm/L, que un cable ejerce sobre el otro en el vacío estaría dada por
{\displaystyle {\frac {F_{\mathrm {m} }}{L}}\propto {\frac {I^{2}}{r}}.}
Escribiendo la constante de proporcionalidad como km, se obtiene
{\displaystyle {\frac {F_{\mathrm {m} }}{L}}=k_{\mathrm {m} }{\frac {I^{2}}{r}}.}
Es necesario elegir la forma de km para establecer un sistema de ecuaciones, y en consecuencia, es necesario asignar un valor para definir la unidad de corriente.
En el antiguo sistema de ecuaciones "electromagnéticas (emu)" definido a finales del siglo XIX, se eligió km como un número puro, 2, la distancia se midió en centímetros, la fuerza se midió en la unidad cgs dina y las corrientes definidas por esta ecuación se midieron en la "unidad electromagnética (emu) de corriente" (también llamada "abamperio"). Una unidad práctica utilizada por técnicos eléctricos e ingenieros, el amperio, se definió entonces como igual a una décima parte de la unidad electromagnética de corriente.
En otro sistema, el "sistema racionalizado metro-kilogramo-segundo (rmks)" (o alternativamente el "sistema metro-kilogramo-segundo-amperio (mksa)"), km se escribe como μ 0/2π, donde μ0 es una constante del sistema de medición llamada "constante magnética". 
El valor de μ0 se eligió de modo que la unidad rmks de corriente sea igual en tamaño al amperio en el sistema emu: μ0 se definió como 4π × 10−7 H/m.
Históricamente, se utilizaban simultáneamente varios sistemas diferentes (incluidos los dos descritos anteriormente). En particular, los físicos y los ingenieros utilizaron sistemas diferentes, y los físicos emplearon tres sistemas diferentes para distintas partes de la teoría física y un cuarto sistema diferente (el sistema de los ingenieros) para experimentos de laboratorio. En 1948, las organizaciones de normalización tomaron la decisión internacional de adoptar el sistema rmks, y su conjunto relacionado de cantidades y unidades eléctricas, como el único sistema internacional principal para describir los fenómenos electromagnéticos en el Sistema Internacional de Unidades.

## Importancia en el electromagnetismo
La constante magnética μ0 aparece en las ecuaciones de Maxwell, que describe las propiedades de los campos eléctrico y magnético y la radiación electromagnética, y las relaciona con sus fuentes. En particular, aparece en relación con cantidades como la permeabilidad y la densidad de magnetización, como la relación que define el campo magnético H en términos del campo magnético B. En los medios reales, esta relación tiene la forma:
{\displaystyle \mathbf {H} ={\mathbf {B}  \over \mu _{0}}-\mathbf {M} ,}
donde M es la densidad de magnetización. En el vacío, M= 0.
En el Sistema International de Cantidades (ISQ), la velocidad de la luz en el vacío, c, está relacionada con la constante magnética y la constante eléctrica (permitividad del vacío), ε0, mediante la ecuación:
{\displaystyle c^{2}={1 \over {\mu _{0}\varepsilon _{0}}}.}
Esta relación se puede deducir usando las ecuaciones de Maxwell del electromagnetismo clásico en el medio del vacío clásico, pero esta relación es utilizada por la BIPM (Oficina Internacional de Pesos y Medidas) y el NIST (Instituto Nacional de Estándares y Tecnología) como una "definición" de ε0 en términos de los valores numéricos definidos para c y μ0, y no se presenta como un resultado derivado que depende de la validez de las ecuaciones de Maxwell.
Por el contrario, como la permitividad está relacionada con la constante de estructura fina ({\displaystyle \alpha }), se puede deducir de esta última (usando la constante de Planck, h, y la carga eléctrica, e):
{\displaystyle \mu _{0}={\frac {2\alpha }{e^{2}}}{\frac {h}{c}}.}
En la nuevas unidades del SI, solo la constante de la estructura fina es un valor medido en unidades del SI en la expresión de la derecha, ya que las constantes restantes tienen valores definidos en unidades del SI.